# Le Bien et le Mal (Orsel)
Le Bien et le Mal est un tableau du peintre Victor Orsel débuté à Rome en 1829 et achevé à Paris en 1832 après de nombreuses œuvres préparatoires. 
Cette œuvre est inspirée d'influences diverses, et a été notamment très marquée par le séjour du peintre en Italie. Le tableau est séparé en plusieurs parties qui résument deux chemins de vie opposés représentant respectivement le bien et le mal, valeurs universelles. Orsel usa de représentations religieuses et employa des mots latins pour intensifier l'impact de la morale à première vue livrée : si le fidèle prend un chemin pieux et sage il sera accueilli dans le royaume de Dieu, mais à l'inverse les dérives lui fermeront ces portes et le mèneront en enfer. 
Mais la représentation paradoxale faite par Orsel de ce tableau (usages de techniques du Moyen Âge et thème religieux abordé absent habituellement des peintures dites modernes) et la présence d'éléments maçonniques laissent penser qu'un second message serait caché à travers le premier. La présence de ce paradoxe entraînera de fait de vives critiques à la première exposition de ce tableau en 1833.

## Historique de l'œuvre
Le Bien et le Mal a pour origine le récit prêté par Orsel à la fille d'un ami intime désireuse de le voir reproduit en peinture. En 1827, il est annoncé dans le tableau L'Humble et le puissant, respectivement accueilli et repoussé au tribunal du Christ, et par la Tentation d'une jeune fille, « assise dans la campagne, les jambes croisées » écoutant « les mauvaises pensées qu'un démon ailé lui souffle à l'oreille ». Il est présenté par son auteur comme « le résumé des études faites conjointement avec Périn (son élève) dans les années précédentes et dont le but était d'employer les ressources de l'art à développer des pensées utiles » . 
- 1833 : première exposition du tableau au Louvre[3], il fut nommé par les gardiens du musée « le tableau des familles » : une opposition de deux existences est peinte du point de vue de la famille.
- 1836 : exposition au palais Saint-Pierre de Lyon[3].
- 1850 : œuvre léguée à Périn;
- 1873 : donnée au Louvre, puis placée au Luxembourg;
- 1886 : acquisition par l'État qui la confie la même année au musée des Beaux-Arts de Lyon qui l'a conservée jusqu'à aujourd'hui[3].

## Contexte
L'histoire européenne de la fin du XVIIIe et du début XIXe siècle est caractérisée par une instabilité politique et sociale (Révolution Française, Coup d'État du 18 Brumaire, Guerres napoléoniennes, chute du Saint-Empire romain germanique). L'affaiblissement de la puissance de l'Église catholique depuis la Réforme protestante n'en fut qu'accru. Du point de vue philosophique, littéraire et artistique, le romantisme anglais, puis français et allemand, brandit l'étendard du sentiment contre la raison jugée morbide des classiques, la vie contre le matérialisme inerte des encyclopédistes, de l'expressivité lyrique du moi contre l'impersonnalité des idées. C'est seulement dans ce contexte qu'est compréhensible la position réactionnaire et anti-révolutionnaire d'Orsel, lequel prône un retour anachronique à la catholicité. Il trouvera les ressources picturales et esthétiques nécessaires à l'accomplissement d'un tel geste chez les peintres Nazaréens, tels que, principalement, Overbeck et dans une moindre mesure, dans l'illuminisme des loges maçonniques (son frère était le Vénérable de la Grande Loge écossaise de Lyon dont l'emblème figure sur le Bien et le Mal). 
Toutefois, sa source d'inspiration esthétique principale demeure son maître Révoil qu'Orsel « vit pour la première fois des tableaux à fond d'or du XIVe siècle » (Périn). Révoil possédait quelques Primitifs italiens qu'il considérait, ainsi que ses objets du Moyen Âge et de la Renaissance, comme les témoins d'un certain passé. Jamais Révoil n'a voulu imiter la composition et la technique des peintures médiévales. Au contraire Orsel a voulu créer une œuvre chrétienne inspirée de l'art des peintres italiens des XIVe et XVe siècles. Commencé à Rome en 1829, résultat d'influences diverses, Le Bien et le Mal doit beaucoup au séjour italien d'Orsel au cours duquel il approfondit sa connaissance des Primitifs italiens et fréquenta Overbeck. Influencé par les Nazaréens, cela l'encouragea d'autant plus à se tourner vers les formules et l'iconographie médiévales. Selon la thèse d’Henri Dorra, Orsel serait même le « Nazaréen français ». Par ailleurs, nourri par sa connaissance des arts antiques, il va tenter d'aboutir à un art religieux rigoureux, simple et vrai. Il voit désormais dans l'art un moyen d'enseigner, de moraliser le spectateur, conception qu'il va appliquer dans Le Bien et le Mal qui possède un côté clairement didactique. Chargé de la décoration de la chapelle de la vierge à Notre-Dame-de-Lorette, il se fixe ensuite à Paris. C'est là qu'il continuera la réalisation de ce tableau.

## Analyse

### Sujet
"Le christianisme est l'institution la plus libérale : il donne liberté entière de faire le bien ; il abolit l'esclavage et établit égalité entre les hommes". Cette citation de Orsel pourrait figurer en exergue du Bien et du Mal, en tant qu'elle met en lumière l'intention morale à laquelle le peintre destina son œuvre. Cette œuvre, qui n'est pas un polyptyque, est plutôt une composition de deux séries de saynètes bilatérales, d'une scène centrale et d'un panneau supérieur dont la forme évoque celle d'un tympan de cathédrale. La complexité du sujet de l’œuvre se laisse analyser en une dizaine de sujets de fonction et d'importance relative. Il est d'emblée possible de formuler une hypothèse herméneutique quant au statut allégorique du chiffre 10 : la multiplication de 3 par 3 signifie, selon une symbolique issue de la théologie médiévale, la sainte-Trinité, ainsi que l'addition d'un 1 à ce produit signifie l'unité essentielle des trois personnalités hypostatiques. Ainsi, le fait même qu'il y ait 10 sujets rend numériquement présent Dieu, en tant qu'unité à travers ses diverses figure : figure du Père (œil), du Fils (psychostasie) et du Saint-Esprit (colombe). Trois unités cohérentes organisent la dizaine de sujets : une composée de huit sujets, une autre composée d'un seul et une dernière également composée d'un seul. Les huit saynètes sont quant à elles organisées en deux séries latérales. Chacune narre la vie d'une jeune femme dans sa relation à sa famille ascendante (parents) et descendante (amant, enfant). Elles obéissent également à un principe de correspondance entre une icône et la formulation latine d'une qualité morale (vertu ou vice).
Toutefois, de l'isomorphie binaire qui organise l'espace signifiant du tableau on ne saurait, à conclure à un dualisme statique tel que celui revendiqué par les manichéens. Et ce pour au moins trois raisons : d'abord, la vie de chacune des deux jeunes filles, personnifications des principes du Bien et d'un suppôt d'un principe du Mal dont on ne sait s'il existe, est représentée sous la forme d'un récit dynamique faisant, à chaque saynète, correspondre une icône avec une formule latine ; ensuite, ces actions se voient respectivement attribuées une valeur soit positive, soit négative en fonction de leur autre, chaque vertu n'est pas n'importe quelle vertu puisqu'elle n'est pas le négatif de n'importe quel vice et réciproquement, chaque action se singularise et se spécifie par rapport à une autre action qui incarne son négatif ou sa négation déterminée ; enfin, la synthèse dialectique du jugement dernier où se pèse le rapport entre les sommes des actions bonnes et mauvaises pour chaque vie et la justice est rétablie quand le jugement est rendu. Il est donc fondamental de remarquer que nous n'avons pas là affaire à une œuvre manichéenne au sens strict du terme : le manichéisme revendique l'existence conflictuelle de deux principes métaphysiques absolus, là où Orsel manifeste clairement qu'il n'y a qu'un seul principe, Dieu, le Bien. Si donc il fallait la caractériser, c'est de dialectique qu'il faudrait la qualifier. Selon cette hypothèse philosophique, on en constate au moins trois figures : une dialectique iconico-narrative de la vie (chaque vie quant à elle-même pour dépasser les étapes qui sont correspondances d'une image et d'un mot, disparité productrice de sens) ; une dialectique axiologico-pratique  des actions (chaque action pratique de chaque vie se voit attribuer une valeur par rapport à l'action opposée de la vie opposée selon l'exposition centrale de l'ange fondée en Dieu et du diable) ; une méta-dialectique éternelle de la synthèse juridique divine (praxéostasie, la sommation totale de actions positives et négatives respectives de chaque vie, à savoir tout positif pour l'une et tout négatif pour l'autre, est mesurée par Dieu qui rend sa sentence correctrice en conséquence). 
En conséquence, si ce tableau, articulation de deux para-boles, parvient à en faire un sym-bole, c'est-à-dire un message univoque qui a une efficience unilatérale sur son spectateur (faire le bien, éviter le mal), et non un simple dia-bole (qui présenterait l'une et l'autre voie comme indifférente aux yeux de Dieu), c'est principalement en raison de l'en-tête cintré qui signifie, le dépassement de tous les clivages, de tous les couples d'oppositions, puisqu'on rend à chacun ce qui lui est dû selon son comportement et qu'ainsi faisant, on rétablit l'équilibre qui toujours règne dans l'au-delà.

### Réalisation de l’œuvre

#### Figures d'études
- Bethsabée au bain est aperçue par le roi David : Urie, abandonné sur le champ de bataille par ordre secret de David, est tué (crime); par les reproches du prophète Nathan, David est livré aux remords (opprobre); chassé de la ville par Absalon, le roi est insulté par Sémeï.
- Le riche et le pauvre : Dieu fait inscrire sur le livre de vie les bonnes œuvres du riche.
- De 1822 à 1827 : études faites dans les rues de Rome (recherche du naturel dans les mouvements).
- 1828 : études d'après les maîtres italiens du XIVe au XVIe siècle (recherche de l'expression, de la simplicité et de l'élévation religieuse)[18].

#### Études d'ornementation faites en Italie et en France
Premières pensées, projets de tableaux.

### Composition
L’usage des symboles et des sujets secondaires vient renforcer le thème central. Ce procédé de la peinture multiple permet à l’artiste de compartimenter son histoire dont le caractère très manichéen est ainsi renforcé et l’effet moralisateur plus efficace. Ainsi, la toile cintrée dans sa partie supérieure contient dix tableaux où se développe successivement une seule idée qui est celle de l’opposition entre le bien et le mal. 
L’argument est annoncé en bas au centre : les génies du bien et du mal se disputent le globe du monde. La scène principale qui est le point de départ des autres est représentée au centre, couronnée d’un double cintre qui sépare les groupes de personnages. Des sujets représentant la vie de deux jeunes filles sont placés dans les bordures depuis le bas jusque dans la partie supérieure, scène finale dans la lecture du tableau, qui est d'ailleurs plus petite que celle du centre car elle résulte de l'imagination de l'artiste. Entre les sujets, de petites figures symboliques participent à l’unité de la composition. La suprématie est donnée au groupe représentant le bien à la fois par la beauté des formes, mais aussi par la présence plus importante des couleurs claires. L'œil du spectateur est tout d'abord attiré par les quatre personnages au centre du tableau, traités par une palette de couleurs plus vive, plus variée et de grande dimension : ils constituent la scène principale. En dessous un espace séparé en plusieurs cadres regroupe un ensemble de saynètes représentant différentes situations accompagnés de mots en latin. Au centre sont peints les mots : Initium felicitatis sapientia (Naissance du bonheur, la sagesse) et les mots : Principium omnis-malis tentatio (Commencement de tout-mal, la tentation).            
La première jeune fille est vêtue d'une robe verte et lit le livre de la sagesse. Son visage est concentré sur sa lecture, son corps assis prend une pose humble et pudique. Elle a un air heureux et calme qui représente l'innocence. Sur sa gauche se tient un ange protecteur, au visage peint de profil, vêtu comme un soldat romain. L'ange est armé d'un glaive dont la lame est ondulée et d'un bouclier. Son regard est tourné vers le démon qui arrive à droite. Une auréole de lumière entoure sa tête et deux ailes de couleur jaune, bleue et rouge sont déployées derrière lui. Le paysage de ce côté est peint dans des tons clairs : le ciel est bleu, au loin la muraille d'une ville apparaît par devant les montagnes. La lumière douce rappelle un coucher de soleil. De l'autre côté, des nuages encombrent l'horizon formant une porte de lumière rouge d'où sort un démon dont les ailes ressemblent à celle d'un dragon. Son visage est illuminé par deux yeux rouge comme des braises. Il tient de ses deux mains une corne tournée vers l'oreille de la deuxième jeune fille. Celle-ci habillée de rouge écoute les conseils du démon. Ses genoux sont croisés, « son attitude respire la passion. » Elle est inactive, ayant foulé aux pieds le livre de la sagesse. Les deux jeunes filles sont assises sur le même rocher mais représentent des notions totalement opposées. 
De cette différence d’attitude devant la religion vont dépendre leurs destins évoqués dans les petits tableaux en bordure. À droite, la jeune fille connaîtra Pudeur, Mariage, Maternité, Bonheur (« Pudicita », « Matrimonium », « Maternitas », « Felicitas »), celle de gauche Libertinage, Abandon, Malédiction paternelle et Suicide (« Libido », « Contemptio », « Angor », « Desperatio »).  
La scène de pudeur montre un jeune homme parlant avec la jeune fille en vert en présence de la mère de celle-ci. À côté se situe le mariage du jeune homme et de la jeune fille devant ses parents. De l'autre côté, on voit la jeune fille en rouge embrasser un cavalier avec le mot Libido (libertinage) dans le fond apparaît la tête du diable qui sera représenté ainsi dans chaque scène. Puis la saynète appelée mépris où la jeune fille supplie l'homme d'avoir pitié de leur enfant. L'homme la regarde avec dédain tandis que son domestique lui crie de partir. Au-dessus, une scène cette fois encadrée dans un cercle représente la colère de la famille de la jeune fille déshonorée qui s'oppose à celle de la maternité pour la jeune fille en vert félicitée par son mari tandis que sa mère assise sur le lit s'occupe du nouveau-né. Et revenant au cadre carré, une saynète de bonheur avec la famille réunie autour de l'enfant qui apprend à marcher face à la scène du désespoir où la jeune fille en rouge se pend après avoir poignardé son enfant. 
Ces saynètes sont séparées de la scène principale par des frises dorées sur fond marron formant deux arcades au-dessus. Au centre de l'arcade le mot Providentia (providence) surmonte un œil entouré d'un cercle vert. Dans deux cercles plus petits sont placés de part et d'autre la première et la dernière lettre de l'alphabet grec : l'Alpha et l'Oméga. 
Placée dans la partie en demi-cercle du tableau, une deuxième scène surplombe la première. Au centre se tient le Christ vêtu d'une tunique doré et d'une toge pourpre. Ses bras sont étendus vers le bas. Il tend la main droite vers la jeune fille en vert à genoux comme pour la relever tandis que sa gauche écarte cette celle en rouge entraîné vers l'enfer par le démon. Il ne regarde ni l'une, ni l'autre, son regard porte droit devant lui. 
Dans la partie droite sont placés un ange vêtu de blanc tenant dans la main droite une épée et la gauche levée, présente une balance. Son regard est tourné vers la jeune fille damnée qui renversée vers l'arrière étend les bras vers le Christ. Le démon qui la tient des deux mains par la taille l’entraîne vers la porte de l'enfer. 
De l'autre côté, un ange pareil au premier regarde la jeune fille juste qui a mis le genou droit en terre et a joint ses mains. Son ange gardien a rengainé son glaive mais tient toujours son bouclier. Il désigne de sa main libre la scène du bas où la jeune fille lit le livre de la sagesse, prouvant ses mérites. 
Une large bande dorée entoure la scène encadrée par deux petites frises pareilles à celles qui forment des arcades. Sur la bande est peint du côté gauche, un lys et une palme entourant une balance et le mot : Justicia (justice). Le côté droit est semblable sauf que le lys et la palme sont desséchés. Au centre le mot Æternitas (éternité) placé au centre d'une frise en cercle surplombe l'ensemble du tableau.

## Analyse philosophique
L'étonnante affinité entre ce tableau et les catégories de la philosophie juridique que saint Thomas d'Aquin mobilise dans sa Somme de théologie (I, II, q. 90-109 ; II, II, q. 57-58), telle qu'elle a déjà pu être suggérée auparavant, suffit à justifier une interprétation thomiste de Victor Orsel. 
En effet, l'opposition entre les deux modes de vie présente dans l’œuvre, dans sa dimension manichéenne, rappelle le choix de vie que doit faire le sujet thomiste. Ce qui le poussera vers la vertu, c'est la syndérèse, qui est une partie supérieure de la raison humaine. Ce concept théologique désigne une catégorie de l'âme humaine qui lui permettrait de distinguer le vrai dans les différents principes moraux. Cet élément de la raison humaine, en ce qu'il n'est pas affecté par le péché originel, permet de faire l'union entre Dieu et le sujet. On peut alors remarquer que l'ange qui accompagne la jeune fille de la partie gauche du tableau peut symboliser cette faculté de l'homme en ce qu'il fait l'union entre le divin et l'humain et qu'il permet à la jeune fille de reconnaître la vertu. La syndérèse permet de trouver des principes moraux et non pas des préceptes (c’est-à-dire que ce sont des normes supérieures qui ne sont pas simplement celles que l’homme se fixe à lui-même). En cela, l’idée d’une syndérèse chez l’homme fait entrevoir que la justice est naturelle si elle veut prétendre à rendre le monde moral. Thomas d’Aquin décrit que ces principes sont inscrits par Dieu dans le cœur des hommes. Aussi, il décrit un premier grand principe de la raison pratique qui est que tous les êtres désirent ce qui leur convient -le bien- et rejettent ce qui ne leur convient pas -le mal. Avec cela, on comprend que ce qui apparaît dans le tableau comme une corrélation entre la vertu et le bonheur est très lié à cette conception de la philosophie morale thomiste.

## Choix de représentation
Les mots latins présents entre les tableaux en bordure, de par leur ancienneté, renforcent l’impact des valeurs religieuses  et du message que l’artiste veut faire passer aux personnes qui vont contempler son œuvre. 
Grâce au sujet principal - une jeune fille pudique et ingénue attirant un ange armé par sa pieuse lecture, et une autre ayant repoussé le saint livre et respirant la passion - deux existences contraires se déduisent. Par les huit compositions latérales, on comprend que l'une remonte les différents degrés du bien (Pudicitia (pudeur), Matrimonium (mariage), Maternitas (maternité), Felicitas (bonheur), tandis que l'autre dévale les différents degrés du mal : Libido (libertinage), Contemptio (mépris, abandon), Angor (malédiction paternelle), Desesperatio (suicide). Cela aboutit à la récompense et au châtiment suprême : le rejet de l'une et l'acceptation de l'autre au Ciel. Le Christ, présenté comme rémunérateur et vengeur, nous met en face de l'irréparable et de l'éternel.
Cependant, la forme médiévale et religieuse utilisée par Orsel met l'accent sur le décalage entre l'imitation des œuvres du Moyen Âge et l'absence de sentiment religieux des tableaux de son époque. Cette originalité pourrait s'expliquer par la présence de l'idée maçonnique du bien et du mal s'arrachant le globe terrestre, faisant de ce tableau une allégorie. Dans chaque détail et chaque ornement, on retrouve l'idée de cette opposition, mais ce thème ne reste pas moralisateur, bien qu'incluant une terrible prédestination. On retrouve ainsi de nombreux symboles attribués aux Francs Maçons : l'œil, le triangle, la tête de mort et l'emblème de la loge d'Isis. Le frère de Victor Orsel, Jacques Orsel, aurait de plus été Vénérable parmi eux. Une idée maçonnique pourrait donc faire partie des intentions de l'artiste dans la réalisation de ce tableau.

## Réception
Présenté au salon de 1833, ce grand tableau compartimenté est très remarqué par la critique, presque constamment cité ou analysé dans les comptes-rendus du Salon. Les critiques notent le caractère didactique et « archaïque » de l'œuvre d'Orsel. Théophile Gautier le compare à Orcana, Pinturicchio et « autres artistes de l'école angélique », tandis que Le Go rapproche la démarche d'Orsel de celle des Nazaréens. Parce qu'Orsel a utilisé une forme médiévale et religieuse, Le Bien et le Mal provoque un débat sur le médiévalisme. Les détracteurs du tableau mettent l'accent sur le décalage entre l'imitation des œuvres du Moyen Âge et l'absence de sentiments religieux des œuvres modernes. Le Bien et le Mal aurait l'apparence d'un retable d'église mais non son âme, ce qui fera affirmer Auguste Jal qu'il s'agit d'un « polyptyque profane ». Quant au protestant Athanase Coquerel, admirateur du peintre religieux attentif aux inquiétudes contemporaines, il reprochera à Orsel son manque de convictions, de sensibilité, et de n'avoir pas « été secondé par sa foi ».